# Diplocentrus silanesi
Espèce
Diplocentrus silanesi est une espèce de scorpions de la famille des Diplocentridae.

## Distribution
Cette espèce est endémique du Mexique. Elle se rencontre dans les États de Mexico, du Guerrero et du Michoacán.

## Étymologie
Cette espèce est nommée en l'honneur de Juan López Silanes.

## Publication originale
- Armas & Martín-Frías, 2000 : Cuatro especies nuevas de Diplocentrus (Scorpiones: Diplocentridae) de México. Anales de la Escuela Nacional de Ciencias Biológicas, vol. 46, no 1, p. 25-40.